# 패트릭 시한

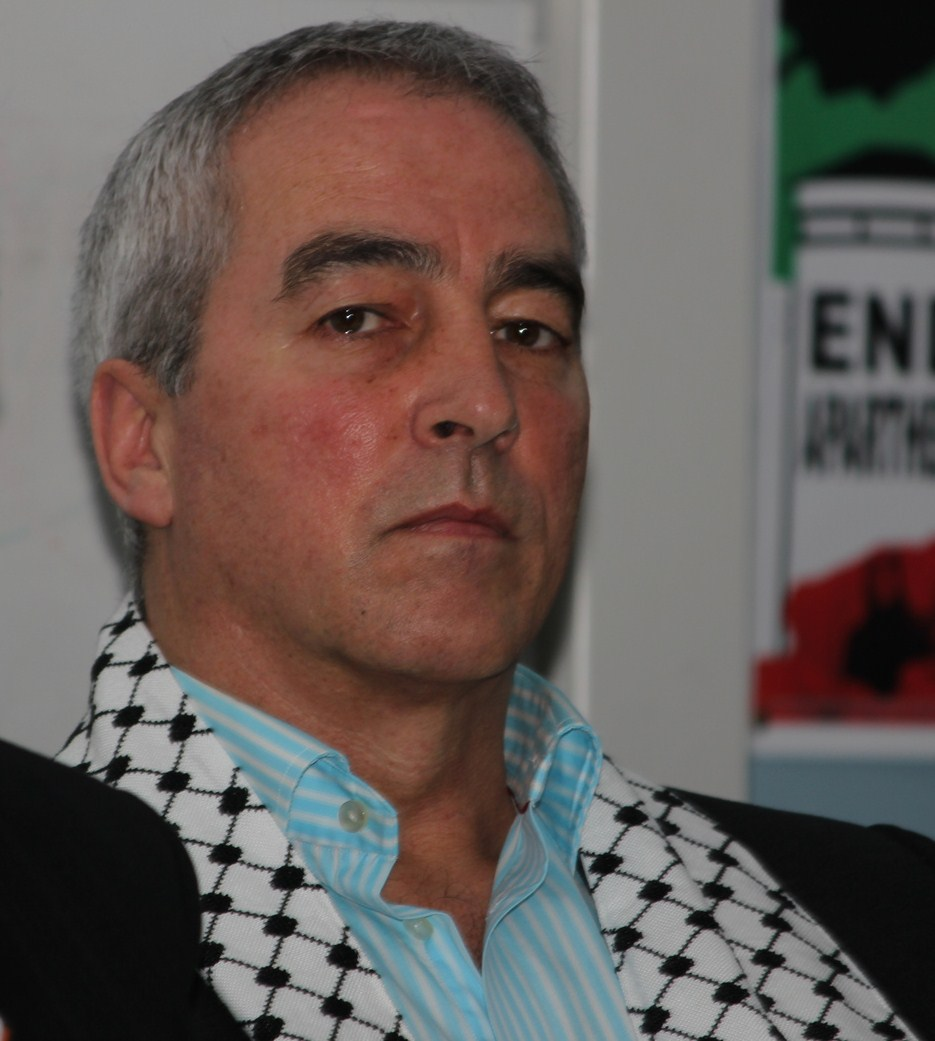

패트릭 "팻" 시한(Patrick "Pat" Sheehan, 1958년 5월 28일 ~ )은 북아일랜드의 신페인당 소속 정치인이다. 과거 아일랜드 공화국군 임시파 요원이었으며 메이즈 교도소에서 단식투쟁에 참여했다.
벨파스트에서 태어났다. 1978년 폭파범 혐의로 체포되어 15년형을 선고받았다.
시한은 1981년 단식투쟁에 열일곱 번째로 참여했다. 그는 8월 10일(이때 이미 아홉 명이 굶어 죽었다)부터 단식을 시작했고, 10월 3일까지 55일 동안 단식을 지속했다.
시한이 단식을 시작할 무렵에는 투쟁이 이미 와해되기 시작하고 있었다. 7월 31일, 다른 단식 참여자 패디 퀸의 어머니가 아들을 살리기 위해 의료진의 개입을 호출하자 다른 단식 참여자들의 가족들도 같은 행동을 하기 시작했다. 8월 20일, 단식 60일차였던 마이클 데바인이 사망한 것이 마지막 사망자였다. 다른 수감자들의 가족들이 모두 개입하여 아들들의 목숨을 구하기 위해 의료진을 개입시키자 단식투쟁은 사실상 끝났다.
시한은 1987년 석방되었으나 1989년 다시 폭파범 혐의로 체포되어 24년형을 선고받았다가, 1998년 벨파스트 협정이 체결됨에 따라 석방되었다.
2006년 10월 3일, 시한은 단식투쟁 25주년 행사에 참여했다.
2010년 12월 7일, 시한은 게리 애덤스의 뒤를 이어 벨파스트 서부 선거구 의원으로 선출되었다. 애덤스는 2011년 아일랜드 총선에 출마하기 위해 지역구를 내려놓았다. 시한은 2011년 총선에서도 신페인당의 자리를 지켰다.
2015년 8월 현재 시한은 북아일랜드 치안위원회의 한 자리를 맡고 있다.